# ناحیه یومبه
ناحیه یومبه (به لاتین: Yumbe District) یک منطقهٔ مسکونی در اوگاندا است که در استان شمالی، اوگاندا واقع شده‌است. ناحیه یومبه ۲٬۳۹۳ کیلومتر مربع مساحت و ۵۴۵٬۵۰۰ نفر جمعیت دارد.